# Lotten Lindgren
Johanna Charlotta "Lotten" Lindgren, tidigare Lindelöf, född 4 september 1853 i Piteå stadsförsamling, Norrbottens län, död 14 november 1923 i Urshults församling, Kronobergs län, var en svensk modist och rösträttsaktivist. Hon var verksam i kampanjen för införandet av kvinnlig rösträtt i Sverige, och ordförande för Föreningen för kvinnans politiska rösträtt i Piteå 1910–1917. 